# Крупевиці
Крупевиці (рос. Крупевицы) — присілок в Невельському районі Псковської області Російської Федерації.
Населення становить 82 особи. Входить до складу муніципального утворення Івановська волость.

## Історія
Від 2015 року входить до складу муніципального утворення Івановська волость.

## Населення
| 2001 | 2002 | 2010 |
| ---- | ---- | ---- |
| 105  | ↘78  | ↗82  |